# Guet royal
Le guet royal était une unité de sécurité institué à Paris en décembre 1254 par Louis IX, essentiellement chargée de la surveillance de nuit dans les villes, et assurée par les bourgeois et les Maîtres de métier de Paris, sous l'autorité d'un chevalier du guet.

## Institution d'origine romaine
Le guet était une institution romaine, introduite de bonne heure dans les Gaules. C’était la surveillance de nuit dans les villes.
Une ordonnance Clotaire II de l'an 595 en règle l’exercice :
- Il établit le guet de nuit par les habitants de chaque quartier, sous des peines capables de les rendre attentifs à ce devoir urbain[1].
- Il ordonne que les gardes du guet qui entretenaient intelligence avec les voleurs et les laissaient échapper, répondraient des vols commis et seraient frappés d’une amende de cinq sols.

En 813, une ordonnance de Charlemagne frappe d’une amende de quatre sols, infligée par le comte ou le premier magistrat, ceux qui se soustrayaient au service du guet. Ces guets étaient tenus par les bourgeois, les habitants du bourg (de la ville). La grande taille de la ville de Paris rend ce système insuffisant au XIIIe siècle, et pousse donc à compléter ce dispositif par le guet royal.

## Organisation et évolution
Saint Louis, sur la demande des maîtres des métiers parisiens, leur permit, en 1254, de faire le guet « pour la sûreté de leurs corps et biens, pour remédier aux maux qui survenaient toutes les nuits dans la ville, tant par le feu, vols, larcins, violences, ravissements de femmes, enlèvements de meubles par locataires pour frustrer leurs hôtes ».
Les bourgeois de Paris fournissaient, tous les jours, un certain nombre d’hommes déterminé par le prévôt de Paris ; c’était le guet assis, qui formait des corps-de-garde fixes.
Le guet royal faisait les rondes. Ces deux corps étaient commandés par le chevalier du guet, placé sous l’autorité du prévôt et qui logeait à l'hôtel du Chevalier-du-Guet. Il dispose de ses propres hommes, et de l’autorité sur le guet bourgeois. Les maîtres des métiers, assujettis au guet, devaient le guet jusqu’à l’âge de soixante ans. Ce service commençait à l’heure du couvre-feu et se terminait au lever du soleil.
En 1364, le guet des métiers était disposé comme suit, ainsi que le rappelle l’ordonnance du roi Jean II le Bon, en date du 6 mars :

« Premièrement, six hommes de guet sur les carreaux, oultre le guichet de nostredit Chastellet, pour la garde des prisonniers estans en ycellui, affin que nul ne s’en peust aler ni echaper par les huis; six hommes de guet en la rue a la Pierre dudit Chastellet qui toute nuit estoient tenuz de aler et venir entour ledit Chastellet afin que nul prisonnier ne peust descendre par cordes ne autrement, ni aucuns ne lui peust donner confort ni aide qu’il ne feust apperceuz ; six hommes de guet en la Court de nostre Palais alans etvenans toute nuit par icelle, tant pour la garde desdites saintes reliques comme du lieu ; six hommes de guet en la cité devant l'ostel des Fauxilles assez près de la Magdalaine ; six en l'a place aux Chas; six devant la fontaine des Sains-Innocens ; six sous les piliers en Grève et six à la porte Baudoier devant l’ostel des Chappelez et le demeurant le reste [l'excédent de la troupe] si demouranty avoit, par austres carrefours ou plus proufitable (nécessaire) sembloit ausdiz clercs. Tous lesquels mestiers ainsi ordonnez et mis comme dit est, setenoient et estoient tenuz de tenir toute la nuit, jusques au jour et guette dudit Chastellet cornans, faisans garde et guet esdiz lieux ; armés de telz armes qu’ilz pouvoient avoir... »

Les hommes de guet sont donc placés à poste fixe, dans des guérites, dans toute la ville, pour la durée de la nuit. Chaque poste compte six hommes. Il y a 8 postes en tout : 
1. un au Châtelet pour la surveillance des prisonniers,
2. autour du Châtelet pour empêcher les évasions,
3. dans la cour du palais de l'île de la Cité pour veiller sur les reliques de la Sainte-Chapelle et participer à la protection de la résidence du roi,
4. près de l'église de la Madeleine-en-la-Cité,
5. sur la place-aux-Chats (actuellement impasse des Bourdonnais),
6. à la fontaine des Innocents,
7. sous les piliers de la place de Grève,
8. le dernier porte Baudoyer.

Pour assurer un meilleur fonctionnement de ce dispositif, le chevalier du guet dispose :
- de douze sergents (les sergents de la douzaine), pour le guet de jour ;
- de vingt sergents à pied et de douze sergents à cheval, pour le guet de nuit, les sergents à cheval effectuant des rondes de poste à poste, vérifiant que les bourgeois sont bien à leur poste.

Il dispose de plus de deux clercs du guet.
Cependant, le guet des métiers est mal organisé, et le roi doit prendre des ordonnances au XIVe siècle (création des concierges par exemple). En 1461, une garde bourgeoise est créée pour les occasions exceptionnelles (émeutes par exemple).
En juin 1467, Louis XI réorganisa la milice parisienne qu'il divisa en soixante-compagnies. Les lettres patentes contenaient la distribution des bourgeois, marchands et artisans (charpentiers par exemple) sous certaines bannières pour la garde et sûreté de la ville de Paris. Chaque métier devait faire le guet une fois en trois semaines.
L’édit de François Ier en daté du 1er janvier 1540, indique d’autres postes ; il s’exprime ainsi :

« Le guet assis ou guet dormant fait par les gens de métier sera disposé comme ci-dessus et en plus « au carrefour du bout du Pont Saint-Michel sur le quay des Augustins et au carrefour de Saint-Corne, au carrefour de Saint-Yves, au carrefour Saint-Benoît, à la croix des Carmes, au carrefour Saint-Séverin, au Petit Pont, aux planches de Mibray, à l'hôtel de Sens, au coin Saint-Paul, à la traverse Quadier, à l’échelle du Temple, à Saint-Nicolas des Champs; à Saint-Jacques de l'Hopitari, à la pointe Saint-Eustache, à la croix du Tiroir, à l’école Saint-Germain et aussi ès autres lieux et plias nécessaires, par les seize quartiers de la ville de Paris. »

Le tour de garde revenait à peu près toutes les trois semaines et le guet des métiers, à cette époque, devait réunir, chaque soir, à peu près soixante hommes.

## Suppression de la garde bourgeoise et du guet des métiers
Cependant, l’efficacité des bourgeois étant médiocre, la garde bourgeoise comme le guet des métiers sont supprimés en 1559 et remplacés par deux cent quarante archers, dont trente-deux à cheval. En 1563, ces effectifs passent à cinq cents archers, dont cent à cheval, mais des réformes malvenues, des manques d’argent rendent impossible le maintien des effectifs, mal comblés par la recréation du guet bourgeois.
Une des raisons du manque d’efficacité de ce guet bourgeois est le manque d’attrait de la fonction : celle-ci est obligatoire, mais non rémunérée, chaque métier devait faire le guet une fois en trois semaines, oblige à passer la nuit éveillé, et à reprendre le travail le lendemain, jusqu’à l’âge de soixante ans. Progressivement, des exemptions voient le jour, pour les boiteux, les fous, les maris dont les femmes étaient en mal d'enfant, les hommes qui avaient été saignés dans la journée et les sexagénaires.
Petit à petit, d’autres exceptions s’ajoutent pour les maîtres de métiers et divers métiers, les bourgeois non marchands, les mesureurs de la ville, les notaires, procureurs et avocats, les corporations des monnayeurs, les brodeurs de soie, les courtepointiers, les vanniers et corbeillers, les peintres, imagiers, chasubliers, selliers, libraires, parcheminiers, enlumineurs, écrivains, tondeurs de draps, tailleurs de pierres, bateliers, étuvistes, vendeurs d'écuelles et échelles, verriers, les chapeautiers et fabricants de bonnets, archers, haubergiers, Ebuffletiers, oubliaiers (marchands d’oublies), les écorcheurs, apothicaires, catendreurs, orfèvres et tapissiers. D’autres métiers avaient un service limité dans le temps, ou pouvaient s’en libérer moyennant un paiement. Malgré les fréquent rappels du Parlement, ces exceptions se multiplient donc.

## La lieutenance générale de police
Longtemps l'exercice de la police a été confondu dans les mêmes mains que celui de la justice civile et criminelle, et les Seigneurs justiciers de tous étages comme les sénéchaux, les baillis, les prévôts, les vidames, etc.
Ceux-ci étaient en même temps chargés de rendre la justice et de diriger la police. Aucun acte ne nous indique que la police ait été séparée des fonctions judiciaires avant l'année 1666. Jusqu'alors la police de Paris avait été exercée, ensemble ou séparément, soit par le
Prévôt de Paris, soit par le Lieutenant civil ou le Lieutenant criminel du Châtelet aidés du Chevalier du guet.
En 1667, Gabriel Nicolas de La Reynie est placé à la nouvelle fonction de lieutenant général de police. Il a sous son autorité le guet royal. L’année précédente, neuf brigades de cavalerie pour les patrouilles avaient été créées. En 1688, un uniforme est donné au guet.
En 1750, les effectifs des patrouilles sont de :
- 4 lieutenants, 8 exempts et 139 archers (dont 39 à cheval) du guet ;
- 149 cavaliers des brigades créées en 1666.

Alors que les charges du guet sont vénales, les seconds sont recrutés parmi d’anciens soldats. Ceux-ci sont bien plus efficaces et assurent l’essentiel des charges de police. Ainsi, le dernier chevalier du guet fut Augustin Jean-Baptiste Choppin de Goussangré, mort le 27 janvier 1733.
Cette situation aboutit à la fusion des deux en une garde de Paris unique en 1750, et à la disparition du guet.